# Medasina tapaicola
Medasina tapaicola là một loài bướm đêm trong họ Geometridae.